# 村雲村
村雲村（むらくもむら）は、兵庫県多紀郡にあった村。現在の丹波篠山市の北東部、国道173号の沿線にあたる。

## 地理
- 山岳：畑山、小金ヶ嶽
- 河川：篠山川、籾井川

## 歴史
- 1889年（明治22年）4月1日 - 町村制の施行により、向井村・栃梨村（飛地を除く）・貝田村・井串村・細工所村・塩岡村・草ノ上村・小田中村・小立村・垂水村・山田村・上笹見村・下笹見村および藤ノ木村・二ノ坪村・箱谷村の飛地の区域をもって発足。
- 1955年（昭和30年）4月15日 - 福住村・大芋村と合併して多紀村が発足。同日村雲村廃止。

## 交通

### 鉄道路線
- 日本国有鉄道
  - 篠山線
    - 村雲駅